# Constant d'Erdős–Borwein
En matemàtiques, la constant d'Erdős–Borwein és una constant definida com la suma dels inversos dels nombres de Mersenne; és a dir:
{\displaystyle E=\sum _{n=1}^{\infty }{\frac {1}{2^{n}-1}}\approx 1.606695152415291763\dots }
Rep aquest nom en honor del matemàtic hungarès Paul Erdős i al canadenc Peter Borwein.

## Expressions equivalents
Es pot demostrar que les següents expressions són equivalents a la constant d'Erdős-Borwein:
{\displaystyle E=\sum _{n=1}^{\infty }{\frac {1}{2^{n^{2}}}}{\frac {2^{n}+1}{2^{n}-1}}}
{\displaystyle E=\sum _{m=1}^{\infty }\sum _{n=1}^{\infty }{\frac {1}{2^{mn}}}}
{\displaystyle E=1+\sum _{n=1}^{\infty }{\frac {1}{2^{n}(2^{n}-1)}}}
{\displaystyle E=\sum _{n=1}^{\infty }{\frac {\sigma _{0}(n)}{2^{n}}}}
on σ0(n)=d(n) és la funció divisor, una funció multiplicativa que és igual al nombre de divisors positius del nombre n. Per demostrar l'equivalència dels sumatoris, noti's que totes prenen la forma de les sèries de Lambert, i poden per tant ser resumides en la primera.

## Irracionalitat
Erdős va demostrar el 1948 que la constant E és un nombre irracional. Posteriorment, el 1992, Borwein va aportar-ne una demostració alternativa.
Tot i la irracionalitat, la representació binària de la constant d'Erdős-Borwein pot ser calculada eficientment.